# 자기불구화
자기불구화(self-handicapping)는 발생할 실패가 자존감(self-esteem)을 해하지 않도록 하는 바람에서 노력을 피하는 인지적 전략(cognitive strategy)을 말한다. 에드워드 존스(Edward E. Jones)와 스티븐 버글라스(Steven Berglas)가 처음 이론화하였다. 이들에 의하면, 자기불구화는 실적이나 성적 등 수행한 것이 실패할 것을 예상한 사람이 만들어내거나 자신이 만들었다고 하는 장벽이다. 자기불구화가 만들어낸 장벽이다.
자기불구화는 자존감 보존 방식이기도 하지만 자기 고양(self-enhancement)에도 사용 가능하며, 타인의에게 보일 인상을 관리하는데도 사용된다. 자존감의 보존이나 증대는 인과 귀인(causal attribution)이나 자존감이 감당할 만한 성공과 실패의 귀인의 변화 때문에 발생한다. 자기불구화는 행동적 자기불구화(behavioral self-handicap)와 주장 자기불구화(claimed self-handicap) 두 가지가 있다. 사람들은 노력을 철회하거나 성공에 대한 장애물을 만들어서, 자신이 유능하다는 것에 대한 공적 사적 자아상을 유지할 수 있다.
자기불구화는 다양한 문화와 지리 영역에서 광범위하게 관찰되어 온 인간의 행동이다. 예를 들어. 학생은 자기불구화 행동을 자주 보여서 성적이 좋지 않으면 스스로가 자기자신을 나쁘게 생각하지 않도록 한다. 자기불구화 행동은 사업계에서도 보인다. 자기불구화의 효과는 크거나 작을 수 있으며, 제 기능을 수행하도록 기대를 받는 환경에서도 발견된다.

## 개요와 관련성
자기불구화 사용의 우선적인 이유는 과업 완수를 성공하지 못했을 때에 대한 두려움에 자기에게 과제를 더 어렵게 만들 때 발생한다. 이를 통해 실제로 실패하면 자기가 아닌 과제로 책임을 돌린다. 연구자들은 이를 '행동불구화(behavioral handicapping)'라고 한다. 실제로는 사람이 수행에 방해되는 장애를 만들었던 것이다. 행동불구화 사례는 알코올 섭취(alcohol consumption), 도달 불가능한 목적의 선택, 스포츠나 미술 등에서의 과업이나 기량 훈련 거절 등이 있다.
두번째 방식은 발생가능한 실패에 대한 정당화(justification)를 고안한다. 이를 통해, 실제로 실패하면 자신이 실패한 이유로 이러한 정당화를 변명거리로 삼는다. 이는 '주장 자기불구화(claimed self-handicapping)'라고 한다. 여기서 사람은 수행에 방해되는 장애물이 실제 존재한다고 말하기만 한다. 주장 자기불구화 사례는 신체 증상을 겪었다고 여기저기 말하는 것이다.
자기불구화 행동은 개인이 실패를 외부화하지만 성공은 내면화하게 하여, 성취에 대한 믿음을 받아들이지만 실패에 대한 변명도 허락한다. 사례로는 시험을 하루 앞둔 학생이 공부 대신 파티를 하는 것이다. 학생은 시험 낙제를 두려워하고 잘 할 수 없다는 모습을 취한다. 기험 전날 파티에서 학생은 자기파멸 행동(self-defeating behaviour)을 하여 시험 성적 저조의 가능성을 늘린다. 그러나 시험을 망친 이유에 대하여, 학생은 능력부재 대신에 피로와 숙취를 그럴듯한 변명으로 제공할 수 있는 것이다. 또한 학생이 긍정적인 피드백을 받으면, 자신의 성취는 그가 핸디캡에도 불구하고 성공하였다는 사실에 의해 고양된다.

### 개인차
사람은 자기불구화의 차이가 다르며 개인차 연구들 대부분은 자기불구화척도(Self-Handicapping Scale, SHS)를 사용한다. SHS는 개인이 자존감을 지키고자 변명하고나 핸디캡을 만드는 경향을 측정하는 도구로 개발되었다. 지금까지 연구는 SHS가 적당한 구성 타당성(construct validity)을 지닌다고 밝혀졌다. 예를 들어, SHS 점수가 높은 사람은 주어진 과제 수행에 필요한 능력이 걱정될 경우, 노력과 연습을 덜 하는 것으로 나타난다. 이들은 낮은 자기불구성 소유자(low self-handicappers, LSH)들보다 수행 전 장애나 외부 요인을 언급할 가능성이 더 높다.
심기증(hypochondriasis) 등 많은 특징들이 자기불구화와 연관이 있으며 연구는 자기불구화 경향이 많은 사람은 이런 방어전략에 의존하지 않는 사람에 비해 동기적으로 다르다는 것을 보여준다. 예를 들어, 수치(shame)에 대한 민감도(sensitivity)가 높고 실패에 대한 거북함(embarrasement)이 큰 실패에 대한 두려움(fear of failure)은 자기불구화 행동을 하는 동기를 제공한다. 실패를 두려워하는 학생들은 교실 내 성적 목표 혹은 유능한을 보여주는 것에 주목한 목표, 혹은 무능한을 보여주는 것을 회피하는 목표, 실패에 대한 민감도를 높여주는 목표를 채용할 가능성이 높다.
예를 들어, 한 학생은 성적이 나쁘게 나오지 않겠다는 목표를 가지고 시험에 임할 수 있는데, 이는 능력 주재를 의미하기 때문이다. 능력 귀인(ability attribution)과 실패에 대한 수치심을 피하기 위하여, 학생은 시험을 제대로 대비하지 않는다. 이것이 일시적 평온을 제공하지만 개인의 능력에 대한 인식을 더 불확실하게 하여 더 큰 자기불구화를 초래한다.

### 성별차
연구가 주장 자기불구화가 여성과 남성에게서 같다고 하지만 일부 연구는 유의미한 차이를 보인다. 보고된 자기불구화 차이 평가 연구에서 성별차이를 보이지 않거나, 혹은 여성들에게서 자기불구화가 더 큰 반면,
연구 대부분에서는 남성의 경우 행동 자기불구화를 강하게 보인다고 말한다. 이 차이는 남성과 여성이 노력에 두는 가치관이 다르다는 것을 통해 해석 가능하다.

## 주요 이론적 접근
자기불구화 행동에 관한 연구 근원은 알프레드 아들러(Alfred Adler)의 자존감(self-esteem) 연구로 거슬러 올라간다. 1950년대 말, 고프만(Goffman)과 하이더(Heider)는 인상 관리(impression managemen) 목적의 외향성 행동(outward behavior)에 대한 조작에 관한 연구를 출판하였다. 이후 30년 동안 자기불구화의 원인으로 내적 요인을 지목하지 않았다. 이 지점까지 자기불구화는 알코올이나 약물과 같은 외적 요인만을 포함하였을 뿐이다. 자기불구화는 보통 실험적 환경에서 연구되었으며, 관찰적 환경에서 연구되기도 하였다.
이전 연구는 자기불구화의 동기는 개인의 능력에 대한 불확실성, 더 일반적으로 말하면 예상되는 자존감 위협이라고 주장하였다. 자기불구화는 자기표현적 근심(self-presentational concerns)으로 악화되지만 이러한 근심이 최소화될 때에도 발생한다.

## 주요 실험적 발견
자기불구화 실험은 자기불구화가 생기는 원인과 그 영향을 밝히는데 주력하였다. 자기불구화는 실험실 내부와 현실 세계에서 모두 관찰된다. 자기불구화의 심리적 육체적 효과에 대한 연구를 통해 연구자들은 태도와 실적에 끼치는 극적인 효과를 목격할 수 있다.
존스(Jones)와 버글라스(Berglas)는 문제해결 시험(problem-solving test) 이후, 실제 성적에 상관 없이  사람들에게 긍정적인 피드백을 주었다. 참가자 절반은 매우 쉬운 문제를 주었지만 다른 참가자에게는 어려운 문제를 주었다. 참가자들은 성적 향상약과 성적 억제약을 고르도록 지시받았다. 어려운 문제를 받은 사람들은 억제약을, 쉬운 문제를 받은 사람은 향상약을 골랐다. 어려운 문제를 받은 사람들은 자신의 성공은 우연때문이라는 생각에 억제약을 골랐는데, 이는 향후에 있을 저조한 성적을 예상하여 내적 귀인(internal attribution)이 아닌 '핑계(excuse)'라는 외적 귀인(external attribution)을 찾고자 하였기 때문이다.

최근 연구에서는 일반적으로 사람들은 자존감(self-esteem)을 지키기 위하여 핸디캡(handicap)을 사용한다는 사실을 발견하였다. 예를 들어 미리 예상해 둔 실패(discounting failing)와 같은 것이다. 그러나 동시에 사람들은 자신의 성공에 대한 추가적인 신뢰를 보이는 것 등 자기향상(self-enhancement)을 위하여 핸디캡을 사용하려 하지는 않는다는 것도 발견되었다.
로드발트(Rhodewalt), 마프(Morf), 하즐렛(Hazlett), 페어필드(Fairfield)의 1991년 연구는 자기불구화척도(SHS) 지수가 높고 낮은 사람, 자존감이 높고 낮은 사람 모두 골고루 선발하였다. 이들은 핸디캡이 있는 참가자와 성공 혹은 실패 피드백을 받은 참아자를 지목하고, 이들에게 자신의 성적에 대한 요인이 무엇인지 물었다. 그 결과 자기보호(self-protection)와 자기향상(self-enhancement)을 꼽았지만, 그것들은 자존감 수준 기능으로서 그리고 자기불구화 성향 수준으로서 나타났다. 자기불구화가 높은 사람들은 자존감 수치에 상관없이 핸디캡을 자기보호 수단으로만 사용하였으며, 자존감 수치가 높은 사람들은 핸디캡을 자기향상을 위해 사용하였다.
1991년 추가 연구에서, 로드발트는 참가자 절반에게만 핸디캡을 제시하고 성공 혹은 실패 피드백을 주었다. 그 결과 자기향상이 아닌 자기보호에 대한 이증거를 제시하였다. 실패 피드백 참가자들, 핸디캡 비제시 그룹은 실패 원인을 자신의 능력 부재로 돌렸다. 그리고 자존감이 낮은 그룹은 핸디캡이 제시된 실패 피드백 조건으로 돌렸다. 더욱이 핸드캡 제시 그룹은 성공 그룹과 같은 수준의 자존감 수치를 보였다. 이는 자기보호에는 자기불구화가 중요하다는 것이 입증되었으나, 핸디캡이 자기향상에 끼치는 역할은 입증되지 않았다.
마틴 셀리그먼(Martin Seligman) 등의 실험에서는 수영선수의 설명 유형과 성적의 연관성 유무를 실험하였다. 예비 사건에 있어 실제와 다른 저조한 시간 기록을 제시한 후, 자신의 저조한 성적을 스스로에게 비관적으로 정당화하는 수영선수는 이후 성적에 나쁜 영향을 끼쳤다. 반대로 자신의 저조한 성적에도 불구하고 낙관적인 요인을 찾은 수영선수는 이후 성적에서 영향을 받지 않았다. 긍정적인 요인을 가지는 선수들은 거짓된 시간이 주어지더라도 성공할 가능성이 높았는데, 이들은 자기불구화하였기 때문이다. 이들은 자신의 실패를 자기에게서 찾고 자책하기 보다는 외부에서 찾았다. 따라서 이들의 자존감은 온전히 남아있었고 이는 이후에 성공을 가져다주었다. 이 실험은 자기불구화의 긍정덕 영향을 보여주는데, 이들이 실패를 외부 요인에서 찾으면 실패를 내면화하지 않고 심리적으로 이들에게 영향을 주지 않기 때문이다.
이전 연구는 자기불구화와의 결과에 주목하였고, 자기불구화는 최소 단기간 이상 동안 긍정적인 기분을 야기하거나 실패 이후 긍정적인 기분의 하락을 막는다고 제시하였다. 따라서 자기불구화는 자존감 보호 과정에서 감정 조절 수단으로 사용할 수 있다. 그러나 긍정적인 기분은 성공과 실패의 자기보호 귀인에 동기를 부여하고 부정적인 피드백의 회피를 증대시키며, 최근 연구는 자기불구화에 앞서 나타나는 것으로서의 기분에 주목해 왔다. 긍정적 기분이 자기불구화 행동을 증대하도록 기대한다. 그 결과, 긍정적 기분인 사람은 비록 미래 실적을 위태롭게 하는 희생을 치르더라도 자기불구화를 보일 가능성이 높다고 한다.
연구는 자기불구화를 보이는 사람들 사이에 보이는, 자기에게 부과한 장애는 실적에 대한 압박을 완화하고 과업에 더 집중하게 한다고 전한다. 이는 일부 사람들에게는 어떤 상황에서 실적을 향상시키지만, 연구는 자기불구화가 실적, 자기 조절 학습(self-regulated learning), 지속성, 내재적 동기와 부정적으로 연결된다고 지적한다. 장기적으로는 자기불구화가 치를 대가로서 건강 및 안녕의 악화, 부정적 기분의 잦은 발생, 다양한 약물 사용 등이 있다.
주커먼(Zuckerman)과 차이(Tsai)는 몇 달동안 두 상황에 처한 대학생들 사이에 보이는 자기불구화, 행복, 대처를 평가하였다. 첫번째 상황에서의 자기불구화는 거부(denial), 타인 비난, 자기 비판 및 우울과 신체 증상을 통한 문제 대처를 예측하였다. 우울과 신체 증상은 자기불구화의 수반을 예측하였다. 따라서 자기불구화의 사용은 능력에 관한 불확실성은 물론 좋지 못한 상태를 야기, 따라서 자기불구화에 더 의존하게 하였다.

## 적용
자기불구화를 실세계에 적용한 사례는 많다. 예를 들어, 자신의 과업 수행이 저조할 것이라 예측하면, 사람들은 약물 복용이나 알코올 섭취 등의 장벽을 만들어서, 실제 자신이 실패한 경우에도 자신으로부터 책임 비난을 다른 곳으로 돌렸다고 느끼도록 한다. 또한, 또다른 자기불구화로서, 실패 시 전에 만들어 둔 핑계거리를 내놓는 것이 있다. 한 학생이 시험을 못 볼 것 같다고 생각되면, 시험날 아침에 몸이 좋지 않았었다고 말하는 식으로 미래의 실패에 대하여 미리 변명거리를 만들어 둔다.

### 스포츠에서의 자기불구화
이전 연구는 한 학생이 체육 시간에 신체 능력을 과도하게 보여줄 것을 요구받아 타인들이 즉시 무능함을 볼 수 있게 되면, 체육 수업은 자기불구화를 관찰하는 이상적인 환경이 된다. 스포츠 세계에서 이러한 현상은 자주 보이며, 자기불구화 행동은 성적 증대에 관심을 보이는 스포츠 심리학자에게 관심거리가 된다. 최근 연구는 행동적 자기불구화와 주장 자기불구화 간의 관계, 체육 수행 능력뿐만 아니라 운동 전에 보이는 불안과 실패에 대한 두려움에 자기불구화가 끼치는 영향을 검토하였다.

## 논쟁
와이오밍대학교(University of Wyoming)에서 수행한 한 연구에서 논쟁거리가 발생하였다. 이전 연구는 자기불구화 행동과 자존감 상승 사이에 부정적인 연관성을 보인다고 쩍하였다. 또한 자신에 대한 긍정적인 귀인에 주목하는 사람들은 자기불구화를 덜 보인다. 그러나 이 연구가 보이는 것은, 현존하는 자존감 위기와 무관한 영역에서만 자기불구화가 감소가 분명히 나타나기 때문에 이 주장은 부분적으로 정확하다는 것이다. 그 결과, 자존감 보호 시도는 그 영역에서 훗날 성공하는 데 있어 자존감을 지키는 행위는 오히려 손해가 된다.

## 같이 보기
- 자기 고양
- 자기 위주 편향
- 자기인식이론
- 자기파멸 인격장애
- 학습된 무기력